# Luis de Pablo
Luis de Pablo Costales (ur. 28 stycznia 1930 w Bilbao, zm. 10 października 2021 w Madrycie) – hiszpański kompozytor.

## Życiorys
W latach 1959–1964 kierował zespołem Tiempo y Música, w 1965 założył grupę Alea. Był jednym z pionierów muzyki elektronicznej w Hiszpanii, komponował utwory na różne zespoły instrumentalne (m.in. Mòdulos I–VI 1965–1968) i wokalno-instrumentalne oraz muzyki elektronicznej (Mitologia 1965, Tamano natural 1970).
Oficer francuskiego Orderu Sztuki i Literatury (1984).